# Malmfryda kijowska
Malmfryda kijowska (duń. Malmfred) - królowa Danii, córka księcia kijowskiego Mścisława (zm. 1132) i jego żony Krystyny szwedzkiej (zm. ok. 1120/22). 
Malmfryda była najpierw żoną króla Norwegii Sigurda I. Po jego śmierci poślubiła w 1132 r. przyszłego króla Danii Eryka II. O jej losach po śmierci Eryka II nie zachowały się żadne wiadomości. Ze związku z Sigurdem I norweskim prawdopodobnie pochodziła córka Krystyna (zm. 1178), zamężna z Erlingiem Skakke, dzieckiem tej pary był późniejszy król Norwegii Magnus V. Malmfryda nie posiadała potomstwa z drugiego małżeństwa.